# Laurent Lindet
Pour les articles homonymes, voir Lindet.
Laurent Lindet est un architecte français du XVIIIe siècle, né en 1711 et mort à Forges-les-Eaux le 17 septembre 1769. Il fut l'architecte de la première manufacture de porcelaine de Sèvres.

## Biographie
Lindet obtint à l'Académie royale d'architecture le troisième prix au concours de 1735 (sujet : « une galerie avec une chapelle à une extrémité et un salon à l'autre ») et le deuxième prix à celui de  1737 (sujet « deux dessins d'escaliers, l'un pour un hôtel ordinaire et l'autre pour un palais magnifique »).
« Il fit moins carrière d'architecte que de toiseur, soit en ville, soit au service des Bâtiments du roi. » Son acte de décès le désigne comme « architecte expert et vérificateur des Bâtiments du roi ».
Néanmoins, lorsque Machault d'Arnouville, avec le soutien de Madame de Pompadour, décida d'établir à Sèvres la manufacture royale de porcelaine, Lindet fut chargé d'étudier le projet. Le terrain choisi, le domaine de la Guyarde, qui aurait été l’ancienne propriété du musicien Lully, proche du château de Bellevue appartenant à la marquise de Pompadour, avait été cédé le 4 mars 1752 à Jean-François Verdun de Montchiroux, « intéressé dans les Fermes du roi » et l'un des principaux actionnaires de la manufacture.
Pour intéresser la favorite et son entourage, Lindet présenta son projet sous forme de montages en carton qui, dépliés, permettent de situer les bâtiments dans l'espace. Il en existe un aux archives de la manufacture et un autre, mieux conservé, à la bibliothèque de l'école nationale des ponts et chaussées, dans les papiers de Perronet, qui surveilla la construction. « L'édifice y est posé sur une terrasse entouré d'un soubassement monumental, car la route de Paris à Versailles était alors plus étroite et plus encaissée qu'aujourd'hui. » Le directeur général des Bâtiments du roi, Poisson de Vandières, montra ce projet au duc de Croÿ dans la chambre de Madame de Pompadour à Versailles le 7 mars 1754.
Lindet mena rapidement la construction, adjugée à l'entrepreneur Lhéritier. Le marquis d'Argenson note dans son Journal le 18 février 1755 : « J'ai vu en passant à Sèvres la magnifique folie d'une nouvelle manufacture de porcelaine française façon Saxe. C'est un bâtiment immense, presque aussi grand que l'hôtel des Invalides. Il n'est bâti qu'en moellons et déjà il commence à tomber avant d'être achevé. » Dans l'été de 1756, deux cents ouvriers et leurs familles vinrent de Vincennes s'établir à Sèvres. Lindet, son collaborateur J.-B. Monroy et les entrepreneurs se réunirent pour un toisé général le 24 juillet 1760. Des contestations s'étant élevées, les parties s'en remirent à l'arbitrage de Perronet.
Le bâtiment a abrité l'École normale supérieure de jeunes filles puis le Centre international d'études pédagogiques lui a succédé.
Lindet meurt à Forges-les-Eaux le 17 septembre 1769, « où il était venu pour prendre les eaux ».
Après la mort de Lindet, des honoraires pour le « projet d'un marché » à Choisy furent alloués à sa veuve, Marie-Louise Dufour. Joseph-Abel Couture lui succéda comme architecte de la manufacture de Sèvres.

### Sources
- Michel Gallet, Les Architectes parisiens du XVIIIe siècle : Dictionnaire biographique et critique, Paris, Éditions Mengès, 1995, 494 p. (ISBN 2-85620-370-1)